# Пекурі
Пекурі (рум. Păcuri) — село у повіті Прахова в Румунії. Входить до складу комуни Сурань.
Село розташоване на відстані 84 км на північ від Бухареста, 29 км на північ від Плоєшті, 148 км на захід від Галаца, 66 км на південний схід від Брашова.

## Населення
За даними перепису населення 2002 року у селі проживали 127 осіб, усі — румуни. Усі жителі села рідною мовою назвали румунську.